# Cléo
Cléverson Gabriel Córdova, meglio conosciuto come Cléo (Guarapuava, 9 agosto 1985), è un ex calciatore brasiliano con cittadinanza serba, di ruolo attaccante.

## Carriera
Tra il 14 luglio ed il 24 agosto 2010, sempre in forza al Partizan, si è messo particolarmente in luce segnando in soli 42 giorni otto reti in sei incontri tra il secondo ed il terzo turno di qualificazione e gli spareggi per l'accesso alla fase a gironi della UEFA Champions League 2010-2011, andando in gol in tutte le gare e segnando addirittura due doppiette contro HJK ed Anderlecht. Dopo aver espresso il desiderio di giocare per la nazionale serba, il 4 settembre 2010, Cléo richiede la cittadinanza serba, dopo un incontro ufficiale con il ministro dell'interno Ivica Dačić. Cléo sigla il suo 10 gol stagionale, proprio nello stesso giorno in cui ha richiesto la cittadinanza, contro l'Hajduk Kula con una rovesciata spettacolare.
Cléo si riconferma prolifico marcatore anche in Champions League segnando, su calcio di rigore il 28 settembre 2010, il gol del momentaneo pareggio nella sconfitta interna per 3 a 1 del Partizan contro l'Arsenal arrivando così, contro un prestigioso avversario, a 13 reti segnate in 11 gare tra preliminari e fase finale della massima competizione europea per club. Ancora in gol (14 in 16 gare totali in due stagioni) nella gara di ritorno con l'Arsenal dell'8 dicembre 2010, non riesce ad evitare la seconda sconfitta per 3 a 1 e l'eliminazione del Partizan dalle competizioni internazionali UEFA per il 2010.
Nel 2011 passa al Guangzhou Evergrande, nella massima divisione calcistica cinese. Verrà poi ceduto in prestito ai giapponesi del Kashiwa Reysol.
Torna in Brasile giocando prima per l'Atlético Paranaense e poi per il Goiás.
In seguito gioca per i cinesi del Qingdao Huanghai.

## Palmarès

### Competizioni statali
- Campionato Goiano: 1

Goiás: 2016

### Competizioni nazionali
- Campionato serbo: 1

Partizan: 2009-2010
- Campionato cinese: 2

Guangzhou Evergrande: 2011, 2012
- Coppa della Cina: 1

Guangzhou Evergrande: 2012
- Supercoppa di Cina: 1

Guangzhou Evergrande: 2012
- Coppa J. League: 1

Kashiwa Reysol: 2013